# Gaspar de Crayer

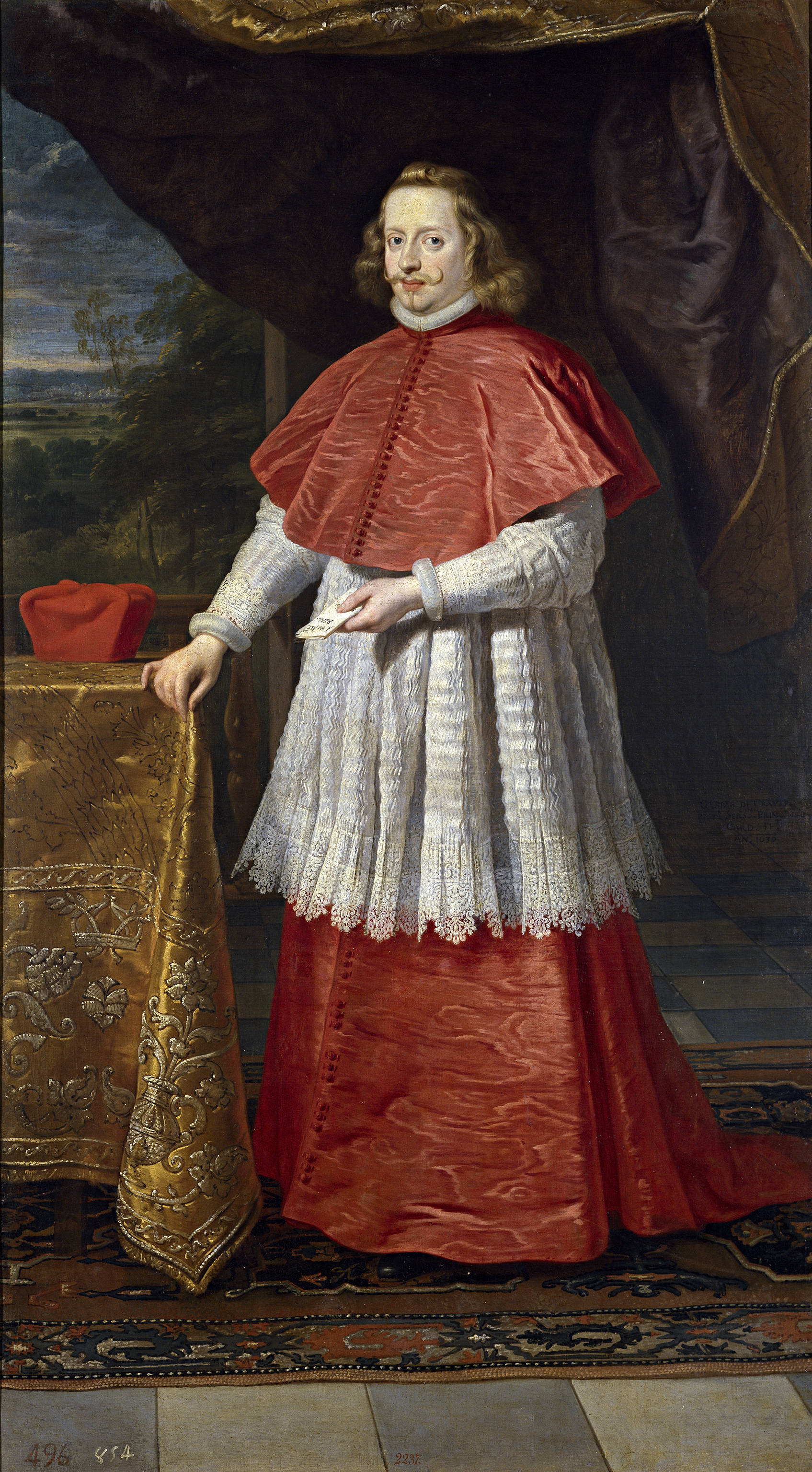
Ferdinand von Spanien als Kardinalerzbischof von Toledo (1639)

Gaspar de Crayer (auch: Jasper, Gaspard oder Caspar de Crayer; * 18. November 1584 in Antwerpen; † 27. Januar 1669 in Gent) war ein flämischer Maler, der bekannt ist für seine vielen Altarbilder und Porträts.

## Leben und Wirken
De Crayer war der Sohn seines gleichnamigen Vaters Gaspard I. de Crayer und der Christine van Abshoven († 1592), sein Vetter war Ferdinand van Apshoven der Ältere. Der Vater war als Kunsthändler, Beleuchter und Dekorationsmaler tätig. In den Akten der Lukasgilde ist er 1587 und 1589 als Lehrer eingetragen und in den Jahren 1608 und 1621 als Dekan.
Er erhielt seine Ausbildung in der Schule des Raphael van Coxcie (1540 Mechelen – 1616 Brussels), des Sohns von Michiel Coxcie. Zeitgemäß wurde ihm anhand italienischer Renaissancewerke die Wiedergabe von Akt und Gewandfiguren vermittelt. Nachdem Crayer am 3. November 1607 die Meisterfreiheit erhalten hatte, trat er 1607 in die Brüsseler Malergilde ein und bildete seit 1610 selber Lehrlinge aus. Die Erhebung in den Meisterrang ist die erste Erwähnung dieses Künstlers.

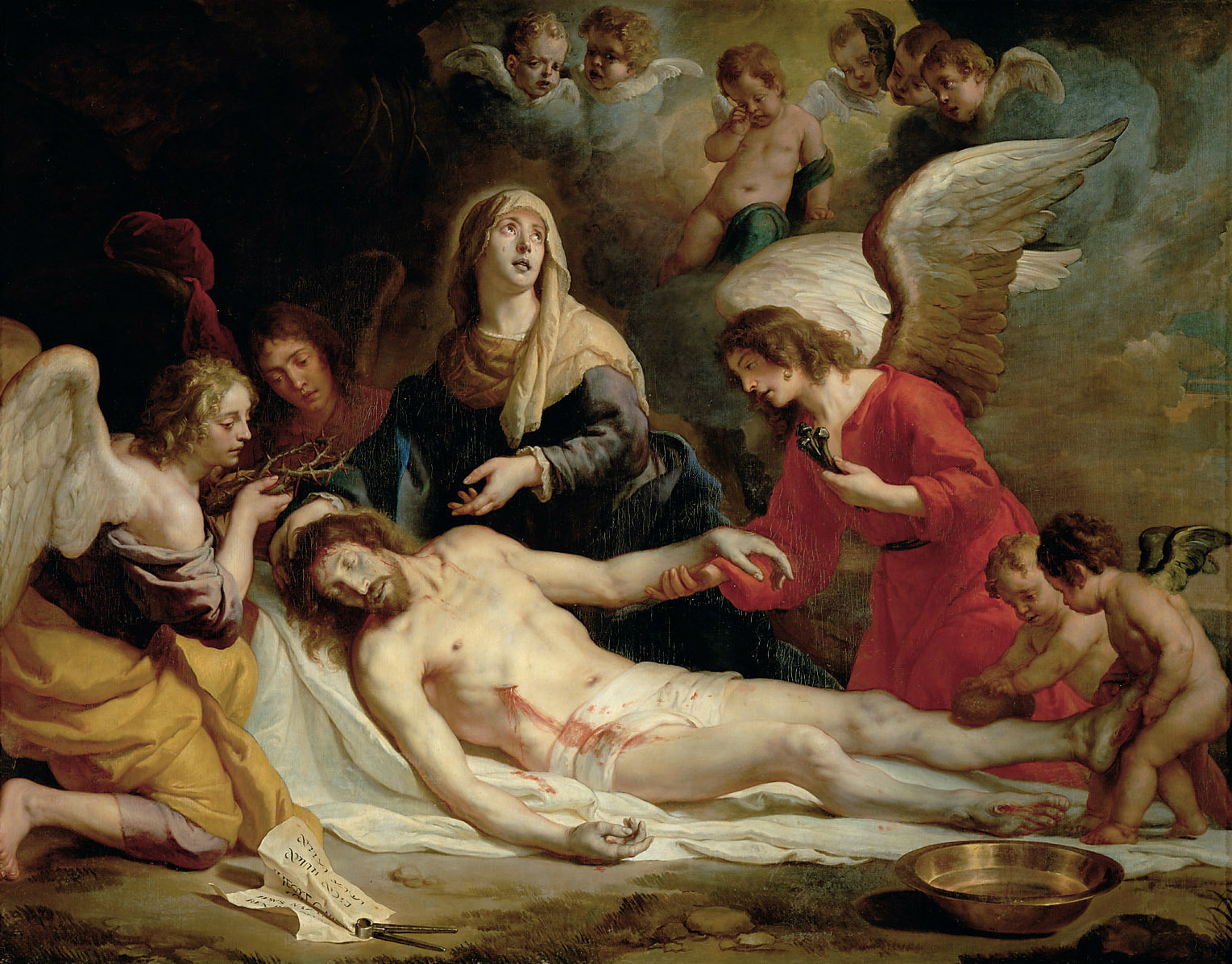
Beweinung Christi (1649–1656)

Ab 1612 stand er im Dienst des Erzherzogs Albrecht VII. von Habsburg, für den er mehrfach Kunstwerke ankaufte. Danach war er am Hofe von Isabella Clara Eugenia von Spanien als archer noble tätig. In den Jahren 1614/15 und 1615/16 wurde ihm von der Brüsseler Malergilde die Dekanatswürde erteilt. Von 1620 bis in die 1630er Jahre stand er schließlich im Dienst seines Förderers und Gönners Jacobus Boonen, des Erzbischofs von Mechelen. Es entstanden mehrere Auftragswerke für die Abtei Affligem. Crayers Porträt des Erzbischofs Boonen ist in dem Stich von Paulus Pontius tradiert. Zwischenzeitlich bekleidete Crayer in den Jahren 1626/27 auch das Amt eines Ratsherrn in Brüssel.
Ab 1635 war Crayer in Gent tätig und schuf die Folge von sechs Bildern als Dekoration für den Einzug des Infanten. Nach Isabellas Tod erfolgte durch Ferdinand von Spanien, den Kardinalerzbischof von Toledo und Sohn von König Philipp III. von Spanien, Crayers Ernennung zum Hofmaler, wodurch er von allen Abgaben befreit wurde. Diese Stellung am Hofe wurde ihm nach Ferdinands Tod von Philipp IV. von Spanien bestätigt und vom neuen Statthalter der Spanischen Niederlande, Erzherzog Leopold Wilhelm von Österreich, erneuert. Der neue Auftraggeber bevorzugte von Crayer Bilder in religiöser Thematik, wodurch in der Folgezeit viele Werke im Zeichen der gegenreformatorischer Sakralkunst entstanden sind. Um 1640 vollendete er für Philipp IV. die Werke von Peter Paul Rubens.
De Crayer war seit 1613 verheiratet mit der Antwerpenerin Catharina Janssens van Duveland. Er verstarb am 27. Januar 1669 und hinterließ keine Nachkommen.
Crayers Œuvre umfasst Hunderte von Altarbildern, wenige profane Sujets und Porträts. Er hat viel im großformatigen Maßstab gemalt, und die Kirchen Gents zeigen zahlreiche seiner Gemälde. Bilder von ihm finden sich auch in Antwerpen, München, Amberg und andernorts.

## Stil
Crayers Frühwerk steht in romanistischer Tradition, in Motiv und Komposition von Marten de Vos und Hendrik de Clerck inspiriert. Er zeigt sich in seinen Werken vollkommen von seinen jeweiligen Vorbildern, speziell Rubens, abhängig, bleibt jedoch in der Farbe, die bei ihm ins Kühlere und Violette fällt, und der Lebendigkeit der Komposition hinter jenem zurück. Das Salomonische Urteil, die Himmelfahrt Mariens und die Pietà von Crayer resultieren aus der gleichen Sujetbehandlung von Rubens. Weitere Motivanleihen bei Rubens lassen auf einen persönlichen Kontakt der Künstler schließen. In Afflingen beispielsweise waren Rubens und Crayer zur gleichen Zeit tätig. Rubens malte die Kreuztragung für den Hochaltar, der nach seinem Tod entfernt wurde, wogegen Crayers Werk gemäß der Gesinnung der Auftraggeber erhalten blieb.

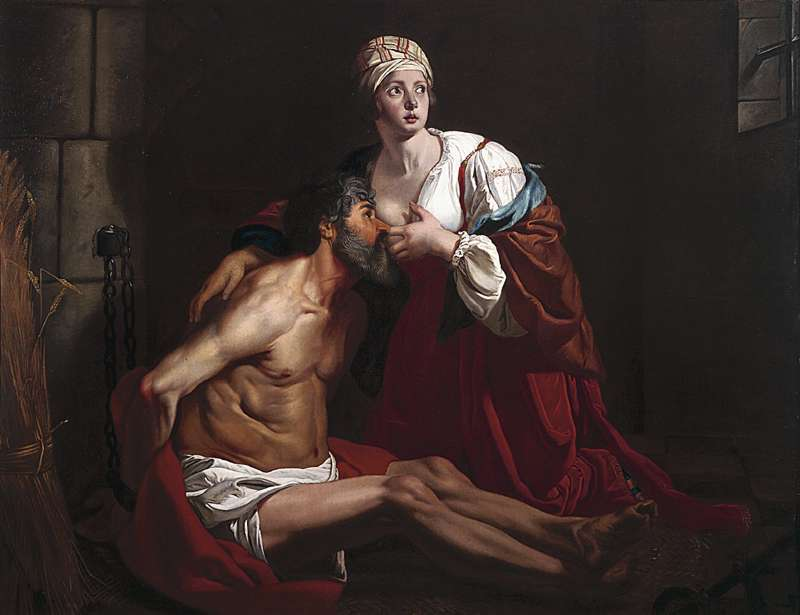
Caritas Romana (um 1645)

In den Jahren 1627 und 1632 porträtierte ihn Anthonis van Dyck (Brustbild in Wien, Sammlung Liechtenstein; Grisaille in der Sammlung Duke of Buccleuch), und dieses Porträt wurde zum Sujet einiger Stiche. Das Selbstporträt von Crayer befindet sich in der Galerie zu Schleißheim. Crayers schmalere Physiognomien und die Öffnung des Hintergrundes seiner Porträts resultieren aus den Werken van Dycks. Nach 1640 wird die Venezianer Mode mit Festlichkeit und Pracht in seinen Werken spürbar. Harmonie der Gruppenkomposition und der Farbigkeit sind evident. Nach 1644 werden seine Kompositionen dynamischer. Graue und gelbliche Töne ohne starke Lichtgegensätze mit übertriebener Sentimentalität, oberflächlichen Gesten und Kopien seiner eigenen Typen charakterisieren nun seine Werke.
Zu seinem Werkstattbetrieb gehörte Jan van Cleve, welcher Crayers Werke retuschierte und teilweise vollendete. Die Landschaften in seinen Gemälden stammen zuweilen von Jacques d’Artois und Lucas de Vadder, die Tierdarstellungen von Pieter Boel. Fraglich ist, ob Jan Boeckhorst während seiner Zeit in Brüssel ein Mitglied von Crayers Werkstatt war. Trotz Akkordarbeit und geringen Erfindergeists gelten Crayers Kompositionen als hervorragend.

## Zeichnungen
Die Zeichnungen zu seinen Gemälden bezeugen die Arbeitsmethode von Crayer und seiner Werkstatt. Infolge des kurzen, nicht durchgehenden Pinselduktus haben seine Modelli den Charakter einer Skizze. Die Repetitionen seiner und Gemälde anderer Künstler zeichnete er in brauner, grauer oder rot-brauner Tusche über eine schwarz-kreidige Skizze. Vermutlich wurden sie im Werkstattbetrieb als Vorlagen für Gemälde-Repliken eingesetzt. Zahlreiche Kreidestudien als Porträt-Vorbereitung sind überliefert und Crayer zugeschrieben.
De Crayer gilt neben Rubens und van Dyck als einer der bedeutendsten flämischen Heiligenmaler. Die Wiener Sammlung des Hauses Habsburg und die Galerie Ludwig XVI. in Versailles erwarben infolge der Säkularisierung Crayers Gemälde.

## Orte seiner Werke (Auswahl)

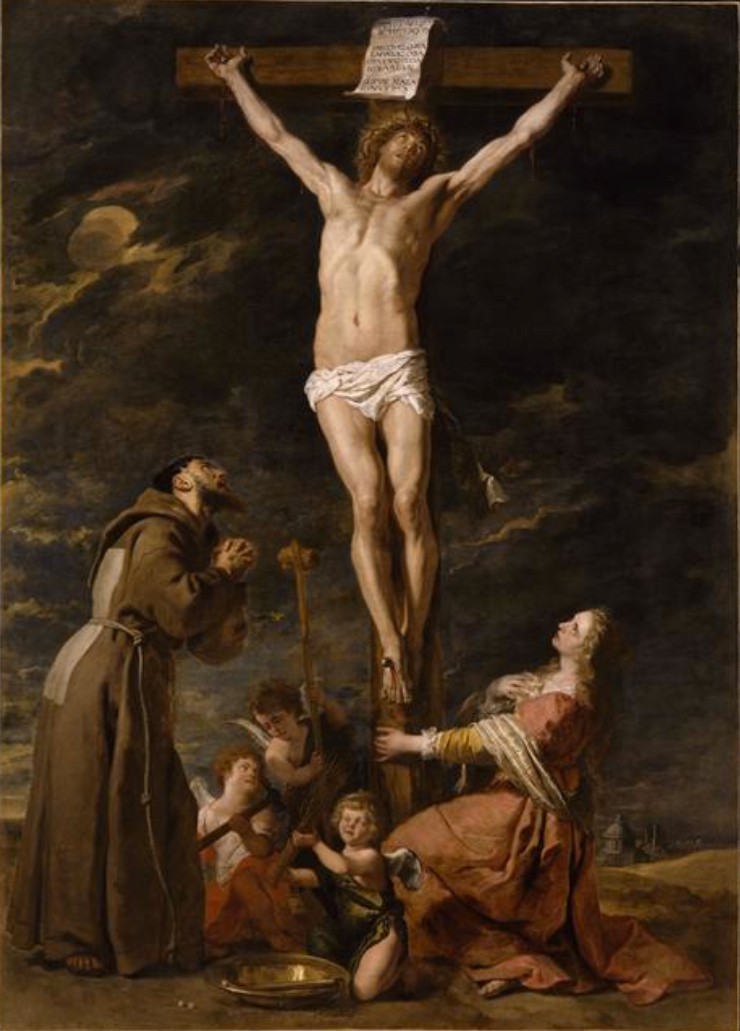
Christus am Kreuz mit Magdalena und Franziskus (1638–1648)

- Aachen: Heilig-Kreuz-Kirche im Pontviertel: Heilige Familie (Ölgemälde)
- Amberg: St. Martin, St. Georg und Kongregationssaal
- Amiens: Musée de Picardie (männliches Porträt)
- Amsterdam: Rijksmuseum Kreuzabnahme
- Bamberg: Neue Residenz
- Berlin: Gemäldegalerie: Christus in Emmaus, Öl auf Leinwand
- Boston: Boston College, McMullen Museum of Art Reiterbildnis Don Gaspar de Guzman, Leinwand, 1627/28
- Braunschweig: Herzog Anton Ulrich-Museum
- Brüssel: Königliche Museen der Schönen Künste: (16 Kirchenwerke) Johannes-Triptychon, Holz; Pietà des Henry van Donghelberghe, Holz, 1627; Maria mit Kind von Heiligen verehrt, Leinwand, 1639–40; St. Katharinen: Himmelfahrt der Hl. Katharina, Leinwand
- Darmstadt: Hessisches Landesmuseum
- Florenz: Uffizien (Hl. Familie; Philipp IV. (?) Porträt)
- Gent: Museum voor Schone Kunsten: 12 Gemälde; Das Salomonische Urteil, Leinwand; Maria mit Kind von Heiligen verehrt, Feder-Zeichnung auf Bister; Krönung der Hl. Rosalia, Leinwand; Musée de la Byloke: Porträt des Bischofs von Gent, Antonius Triest, Leinwand, 1634/35
- Grenoble: Musée de Grenoble: Das Martyrium der Hl. Katharina, Leinwand, vor 1622
- Köln: Wallraf-Richartz-Museum & Fondation Corboud: Alexander der Große und Diogenes, Leinwand
- Kortrijk: Kirche St. Martin Anbetung der Könige, Leinwand
- Lille: Musée des Beaux-Arts: Reiterstandbild Johann III. von Nassau-Siegen, Rötel auf Papier
- London: Courtauld Institute of Art: Der Triumphzug des Scipio Africanus, Ölskizze/Holz
- Madrid: Museo del Prado, Porträt des Kardinal Infanten, Leinwand, 1639; Augustinus und der Knabe am Meer, Leinwand, um 1655; Palacio de Liria: Reiterbildnis des Kardinal-Infanten Ferdinand, Leinwand; Palacio de Viana: Porträt Philipp IV., Leinwand, 1627–28
- München: Alte Pinakothek: Maria mit Kind von Heiligen verehrt, Leinwand, Theatinerkirche: Maria mit Kind von Heiligen verehrt, Leinwand, 1646
- New York City: Metropolitan Museum: Philipp IV. zugeschrieben, Ende 1620er Jahre
- Paris: Louvre, Christus am Kreuz mit Magdalena und Franziskus, nach van Dyck; Maria mit Kind umgeben von Heiligen, Leinwand
- Prag: Nationalgalerie
- Recklinghausen: Institut für Stadtgeschichte – Retro Station, Die Einführung Mariä in den Tempel, Öl auf Leinwand, 1644
- Rennes: Musée des Beaux-Arts: Kreuzaufrichtung, Leinwand, nach 1631, inspiriert von van Dycks Kreuzaufrichtung, 1631, Notre Dame, Courtrai
- Stockholm: Schwedisches Nationalmuseum: Kaiserin Anne, Porträt, Leinwand, 1611–18
- Saint-Omer: Kathedrale
- Toulouse: Musée des Augustins: Hiobs Klage, Leinwand, 1619
- Wien: Kunsthistorisches Museum: Reiterbildnis Don Diego Messia Felipe de Guzman, Leinwand, Ecce homo, Leinwand, vor 1659, Beweinung, Leinwand, vor 1659, Maria mit Kind von Heiligen verehrt, Leinwand, 1638

## Werke (Auswahl)

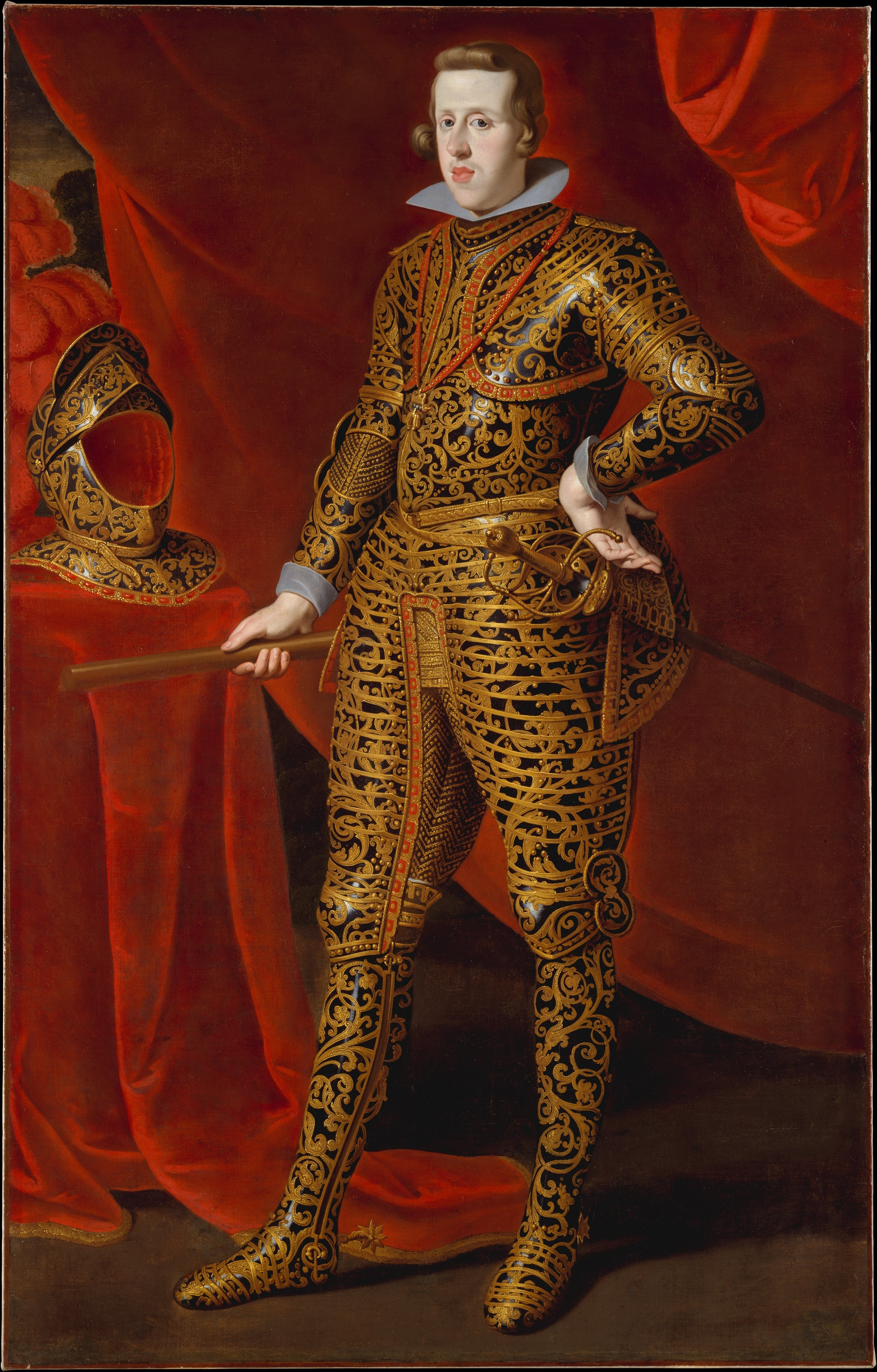
Philipp IV. (Spanien) (1627–1628)

- 1619 Hiob, Leinwand, 263 × 191 cm. Toulouse (Haute-Garonne), Musée des Augustins.
- 1620 Urteil Salomonis, Museum Gent nach Rubens’ Urteil Salomos, 1618/20, Kopenhagen
- 1621 Porträt König Philipp IV. für die Kammer des Grafen von Brabant
- 1622 Porträt Isabell de Bourbon, dsgl.
- 1639 Kardinal Infant Ferdinand
- 1621–22 posthume Prinzen Porträts
- Jean-Jacques Chifflet, Leibarzt der Erzherzogin Isabella, für Nicolas Claude Fabri de Peiresc (Gelehrter und Freund Rubens’)
- Philipp IV., Porträt in Lebensgröße Slg. v. Don Diego Messia Felipe de Guzman y Haro, Marquis de Leganes (span. Diplomat, Kunstsammler, lebte 1627–28 in den span. Niederlanden)
- Erzherzog Albert, Porträt, dsgl.
- Kardinal Infant Ferdinand, dsgl.
- zwei Reiterbildnisse des Comte-duc d’Oliveres, dsgl. Diese u. weitere Reiterbildnisse malte er nach Rubens’ Vorbildern.
- Kardinal Infant Ferdinand, Porträt für denselben, als Geschenk an seinen Bruder Philipp IV. von Spanien
- Leben Karl V., Entwürfe für eine Serie von Tapisserien mit der Darstellung des Don Francisco de Moncada, Herzog d’Aytona als Stifter
- 1622 Hl. Katharina, Leinwand, 242 × 188 cm. Grenoble, Musée des Beaux-Arts. Inspiriert von Rubens’ Kreuzaufrichtung, Antwerpen
- Hl. Therese, Leinwand, 320 × 220 cm. Wien, Kunsthistorisches Museum.
- 1644 Die Einführung Mariä in den Tempel, Öl auf Leinwand, 213,5 × 158 cm (ohne Rahmen), Recklinghausen, Institut für Stadtgeschichte – Retro Station
- 1646 Thronende Maria mit Heiligen Leinwand, 594 × 385 cm. München, Theatinerkirche S. Kajetan (aus der Alten Pinakothek)
- 1642 Vier Märtyrer Leinwand, 305 × 225 cm. Lille, Palais des Beaux-Arts.
- 1658 Madonna mit Heiligen, Altarbild, Martinskirche, Amberg (Bayern), nach Rubens’ Gemälde in der Augustinerkirche, Antwerpen
- Anbetung der Könige, St. Martin (Kortrijk), erste Einflüsse Rubens’ ersichtlich
- Klage des Hiob, Rubenseinfluss
- Alexander der Große und Diogenes. Dieses Werk schenkte die Stadt Gent 1803 Joséphine de Beauharnais.